# Varnīāb
Varnīāb (persiska: ورنياب, ويات, وَرنيّاب) är en ort i Iran.   Den ligger i provinsen Ardabil, i den nordvästra delen av landet, 400 km nordväst om huvudstaden Teheran. Varnīāb ligger 1 677 meter över havet och antalet invånare är 215.
Terrängen runt Varnīāb är kuperad åt nordväst, men åt sydost är den platt. Runt Varnīāb är det ganska tätbefolkat, med 139 invånare per kvadratkilometer. Närmaste större samhälle är Sara'eyn, 2,5 km norr om Varnīāb. Trakten runt Varnīāb består i huvudsak av gräsmarker.